# Arionești
Arionești è un comune della Moldavia situato nel distretto di Dondușeni di 1.596 abitanti al censimento del 2004